# Louis Jacques Thénard
Ne doit pas être confondu avec Paul Thénard.
Le baron Louis Jacques Thénard, né à La Louptière le 4 mai 1777 et mort à Paris le 21 juin 1857, est un chimiste français. Il fut professeur au Collège de France, à l'École polytechnique et à la faculté des sciences de Paris, député puis pair de France, vice-président du conseil royal de l'instruction publique et chancelier de l'Université.

## Biographie

### Enfance et éducation[1]
Louis Jacques Thénard est né dans le village de La Louptière, dans le département de l'Aube (10), en Champagne, à une trentaine de kilomètres de Sens. Il est le quatrième enfant d'Étienne Amable Thénard, laboureur et procureur fiscal, et Anne Cécile Savourat, âgés respectivement de 39 et 35 ans à sa naissance. Son frère cadet Antoine devint ingénieur des ponts et chaussées. La famille Thénard vient de Grange-le-Bocage, où l'arrière-arrière-grand-père du chimiste était prévôt et procureur royal. Sa mère sentant en Louis Jacques une aptitude aux études, il fut mis en pension de 9 à 11 ans chez le curé de Villeneuve-l'Archevêque, l'abbé Maget, qui l'envoya ensuite au collège  de Sens. Il y eut comme professeur de physique Alexis-Louis Billy, avec lequel il resta ensuite en contact. Comme professeur de rhétorique le futur journaliste Jean-Barthélemy Salgues, et comme professeur de 4e et 3e le père Bardin. C'est à cette époque que les bâtiments du collège furent entièrement reconstruits. À l'âge de 16 ans, Thénard quitta le collège alors que celui-ci était fermé par la Révolution. Il partit ensuite pour Paris l'année suivante, 1794, pour devenir pharmacien.

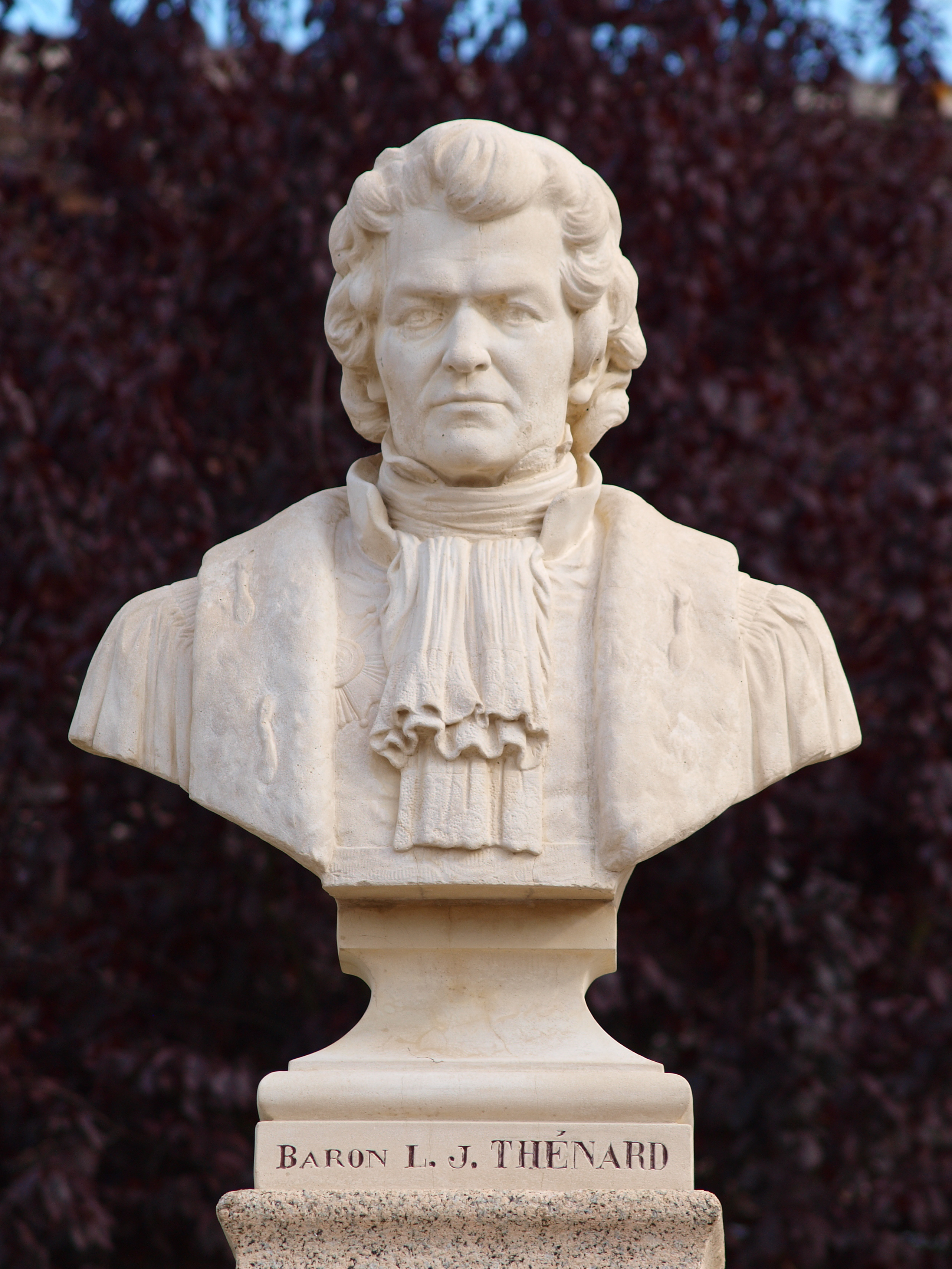
Le buste du baron Thénard, dans son village natal.
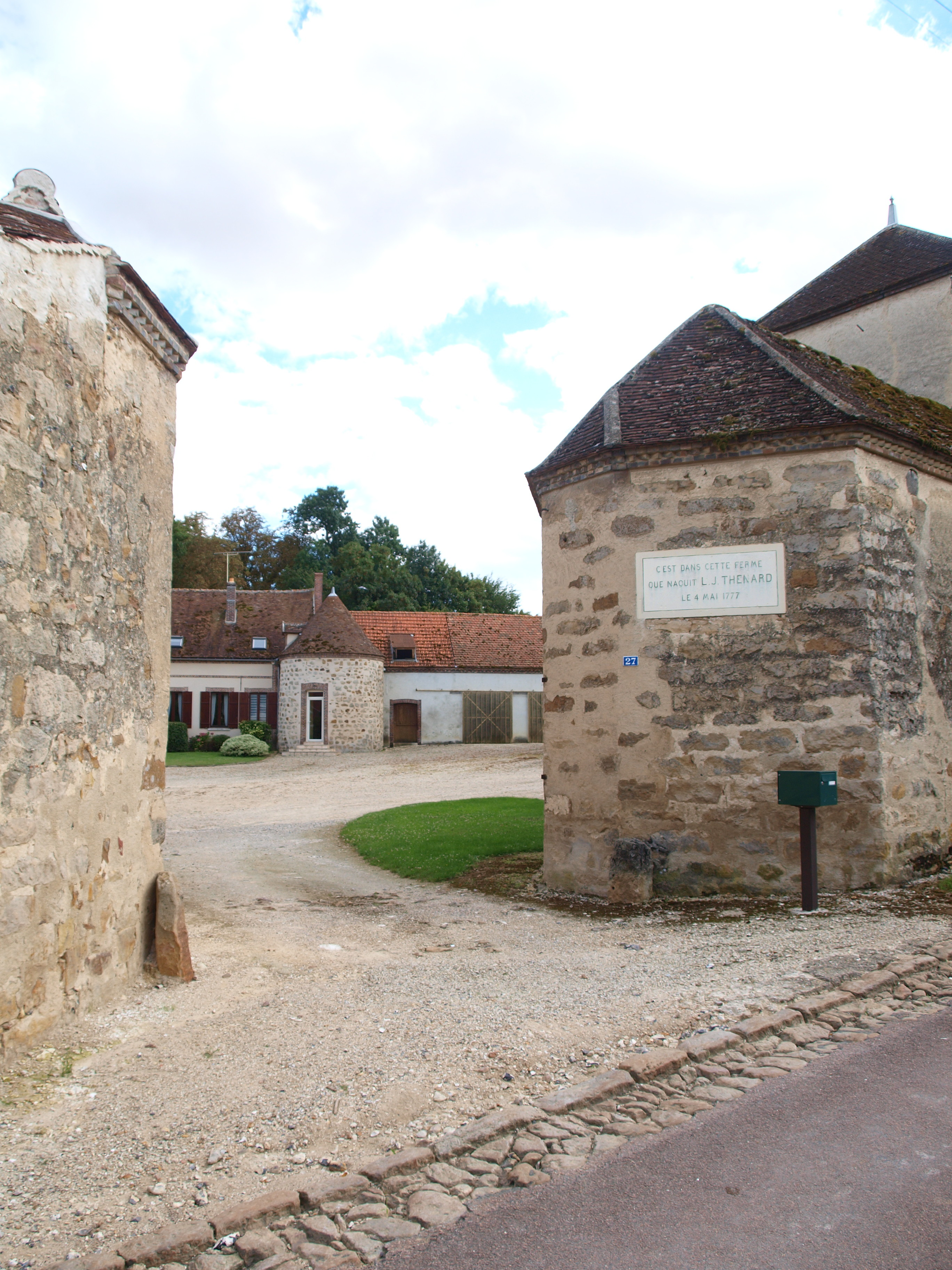
Maison natale du baron Thénard à la Louptière-Thénard.
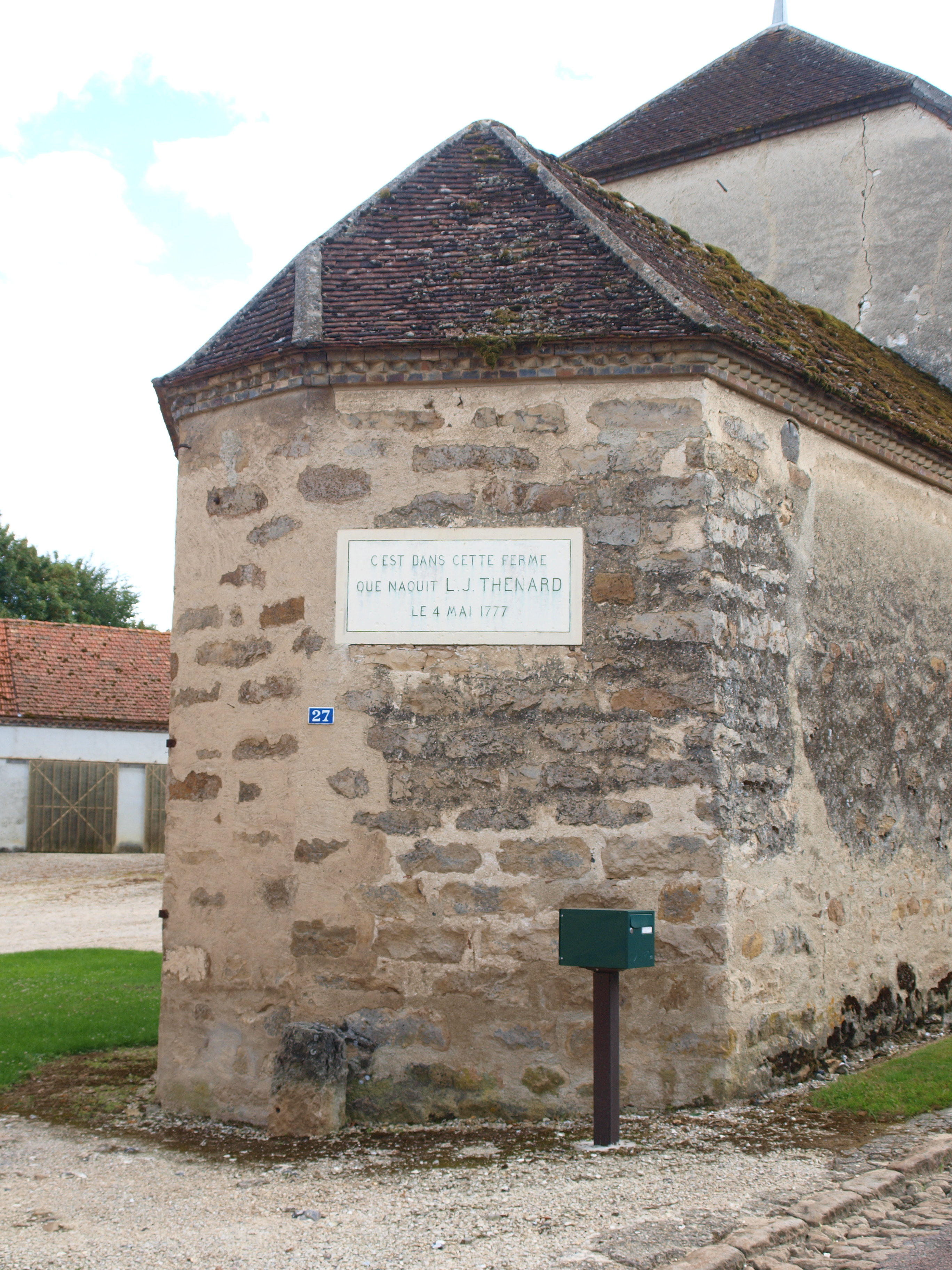
Maison natale du baron Thénard.

### Carrière universitaire
À son arrivée à Paris, Thénard rejoint le laboratoire de Nicolas Louis Vauquelin grâce à la sœur de celui-ci. Il est nommé aide-préparateur de chimie à l'École polytechnique le 1er nivôse de l'an 7 (1798) auprès de Antoine-François de Fourcroy, puis répétiteur en 1801. Il collabore avec Bernard Courtois qui découvrira plus tard l'iode. En germinal de l'an XII (1804), âgé de 27 ans, il est nommé professeur de chimie au Collège de France à la place vacante par la démission de Louis-Nicolas Vauquelin et sur proposition de ce dernier. Il démissionne alors de sa place de répétiteur à l'École polytechnique et est remplacé par Gay-Lussac. En 1809 (14 avril), âgé de 31 ans, il devient le premier titulaire de la chaire de chimie de la faculté des sciences de Paris. Il y eut comme préparateurs Pierre Louis Dulong, Jean-Nicolas Gannal de novembre 1815 à 1818, puis Claude-François Barruel. En 1810, il obtient le titre de professeur de chimie-pratique à l'École polytechnique et supplée Guyton-Morveau auquel il succède comme instituteur de chimie en 1815 à l'âge de 38 ans. Il est nommé doyen de la faculté des sciences de Paris en 1821 à l'âge de 44 ans et quitte le décanat en 1840 pour prendre la vice-présidence du Conseil royal de l'instruction publique. Il quitte l’École polytechnique en novembre 1836 pour raison de santé, puis la faculté des sciences en 1841.
Il a eu comme préparateur Adolphe Noël des Vergers et comme élève Ignacy Domeyko.

### Contribution scientifique
En 1799, il découvre, sur commande du ministre Chaptal pour la manufacture de Sèvres, le "bleu de Thénard" (le bleu de cobalt), qui sert à colorer la porcelaine. À partir de 1808, il collabore à l'école polytechnique avec Gay-Lussac : ils travaillent à la préparation du potassium et du sodium. En 1811, il isole le silicium. Il découvre l'eau oxygénée en 1818, ainsi que le bore, et établit une classification des métaux. En 1813, il publie son célèbre Traité de chimie.
En  minéralogie, il décrit quelques espèces, notamment la stibine (Sb2S3) sous le nom de proto-sulfure d'antimoine.

### Carrière publique et honorifique
Il est élu en 1810 à l'Académie des sciences.

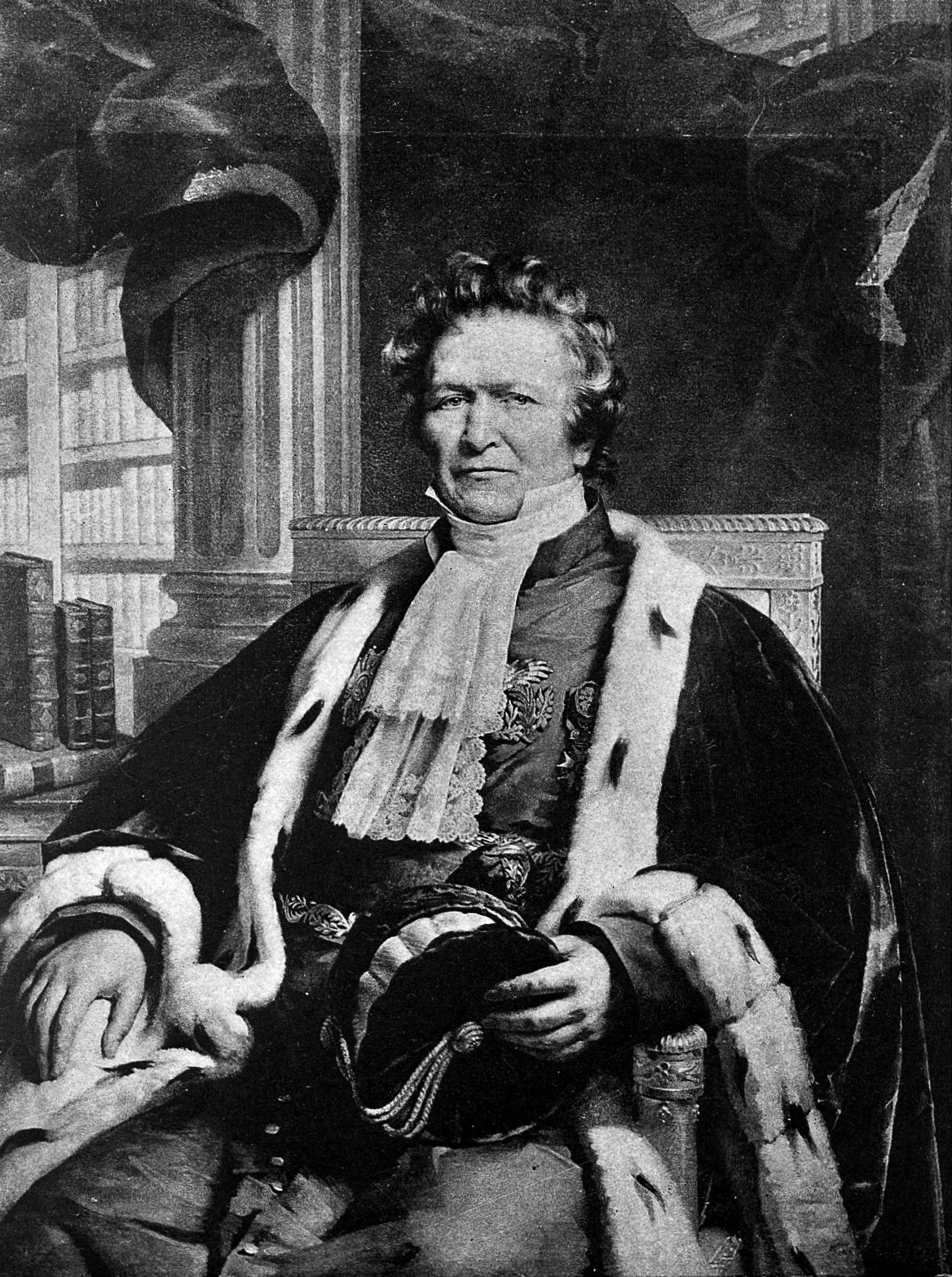
Portrait du baron Thénard.

En 1814, il devient membre du comité consultatif des manufactures.
En 1815, il est fait chevalier de la Légion d'honneur, officier en 1828, commandeur en 1837 et grand-officier en 1843. En 1825, il est élevé par lettres patentes au titre de baron héréditaire par le roi Charles X après avoir trouvé le moyen de sauver de l’humidité les fresques du peintre Gros sur la coupole du Panthéon. Il est élu député de l'Yonne en 1827, il vote l'adresse des 221, est réélu après la dissolution de la Chambre, fin 1830. Il est battu aux élections de 1831.
Nommé pair de France par Louis-Philippe, le 11 octobre 1832, du côté des conservateurs, il s'oppose à la proposition de Victor Hugo de réduire de 16 heures à 10 heures la durée du travail journalier des enfants dans les usines. Hugo s'en souviendra lorsqu'il créera le personnage de Thénardier dans Les Misérables, il fait, tout à la fin du roman, que Thénardier se présente à Marius sous le nom de Thénard par une lettre où il écrit : 
« Si l'Etre-Suprême m'en avait donné les talents, j'aurais pu être le baron Thénard, membre de l'institut (académie des sciences), mais je ne le suis pas. Je porte seulement le même nom que lui, heureux si ce souvenir me recommande à l'excellence de vos bontés ».
Thénard est nommé au Conseil royal de l'instruction publique fin 1830, puis chancelier de l'Université de France de 1845 à 1850.
Il est président de la Société pour l'encouragement de l'industrie nationale, de la mort de Jean-Antoine Chaptal (dont il était un proche) en 1832 jusqu'en 1845, où il cède sa place au chimiste Jean-Baptiste Dumas. Il s’y fait remarquer pour son soutien permanent au développement des entreprises innovantes, comme celles de la chimie ou des chemins de fer, ainsi qu’à la création de l’École centrale des arts et manufactures.

### Vie privée
- En 1814, il se marie avec Victorine Humblot, petite-fille de Nicolas Conté, et participe aux activités industrielles de sa belle-famille, notamment la fabrication des crayons. Outre l'invention du bleu de cobalt, il met également au point un procédé de fabrication du blanc de céruse (1803).

- En 1830, il achète l'ancienne seigneurie du château de Chaumot de la vente en 1818 des héritiers du maréchal-prince de Saxe, et sa famille y vivra jusqu'en 1916. Il fait déplacer les deux tourelles du château en ruine, pour les rattacher à une de ses fermes (à Chaumot).
- Le 6 octobre 1819 à Paris naît son fils Paul Thénard qui deviendra un agronome et connu pour avoir participé à la maîtrise du phylloxéra.

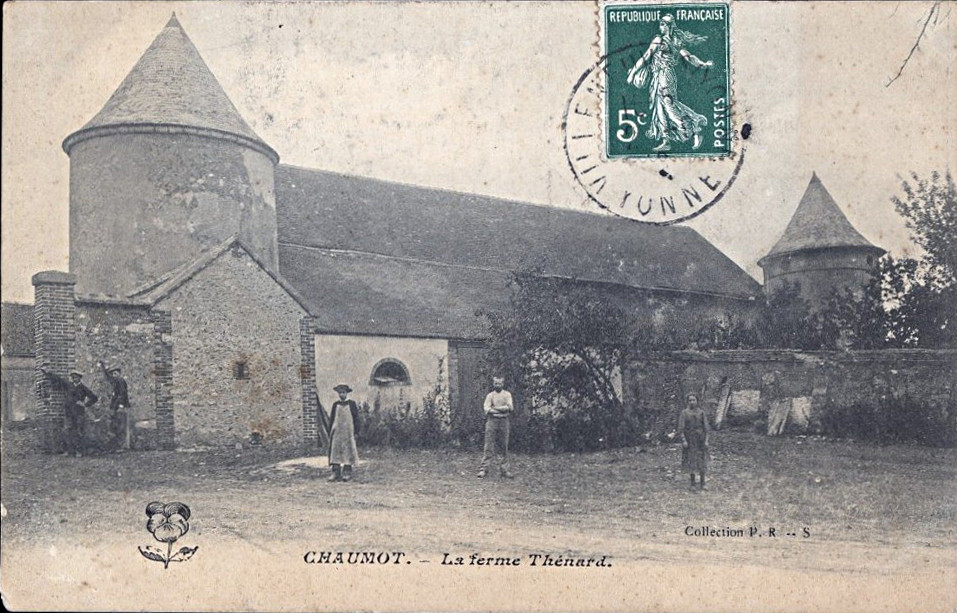
Ferme du manoir Thénard à Chaumot et les tourelles déplacées du château.

- Le 26 juillet 1864, la veuve du baron Thénard achète le château de la Madeleine dans l'Eure. Il restera dans sa famille jusqu'en 1915 [13].
- Louis Jacques Thénard, par sa femme, posséda l'ancienne abbaye de La Ferté, première fille de Citeaux (transformée en château) ; le grand-père de son épouse, Jean-Baptiste Humblot, député du département de Rhône-et-Loire à la Constituante, avait acheté l'abbaye désaffectée en 1793, lors de sa vente en tant que bien national[14].
- Ses biens, dont sa petite fille, morte en 1916, a hérité seule, constituent, par testament, le « legs Thénard ». Les revenus des propriétés, forêts et fermes, louées par bail emphytéotique ont pour but de protéger les orphelins des communes de Chaumot et quatre de ses voisines[15].

## Hommages et références
- Depuis 1858, la rue Thénard porte son nom dans le 5e arrondissement de Paris.
- Une rue porte son nom à Chalon-sur-Saône et une autre à Sens (89).
- Son nom est inscrit sur la Tour Eiffel, ainsi que sur la coupole à l’intérieur du rez-de-chaussée du Collège de France.
- À l'opposé de l'hommage, il a inspiré à Victor Hugo le nom du personnage de Thénardier dans le roman Les Misérables[16]. En effet, Victor Hugo souhaitait faire passer de 16 à 10 le nombre d’heures de travail journalier des enfants, ce à quoi Thénard était opposé.
- En 1861, la ville de Sens a élevé, sur la place Drapès (ancienne place du Cloître-des-Chanoines-de-la-Cathédrale), une statue du baron Thénard en habit de professeur des universités ; celle-ci a été déposée en 1942, sur ordre des Allemands, pour être fondue pour l'armement du IIIe Reich, tandis que le socle, longtemps abandonné après avoir été jeté par la municipalité dans la rivière Yonne en 1951, a été  replacé au bas du cours Tarbé et surmonté d'une vasque en 1990 par la municipalité de Sens[17].
- Une espèce minérale lui a été dédiée par le minéralogiste Casaseca en 1826 : la thénardite composée de sulfate de sodium anhydre (Na2SO4).